# Olympische Winterspiele 2006/Teilnehmer (Schweden)
| Gelbes Symbol für Goldmedaillen mit stilisierten Olympischen Ringen | Graues Symbol für Silbermedaillen mit stilisierten Olympischen Ringen | Braundes Symbol für Bronzemedaillen mit stilisierten Olympischen Ringen |
| ------------------------------------------------------------------- | --------------------------------------------------------------------- | ----------------------------------------------------------------------- |
| 7                                                                   | 2                                                                     | 5                                                                       |

Schweden nahm an den Olympischen Winterspielen 2006 im italienischen Turin mit einer Delegation von 106 Athleten teil.

## Flaggenträger
Die alpine Skirennläuferin Anja Pärson trug die Flagge Schwedens während der Eröffnungsfeier, bei der Schlussfeier wurde sie von der Curlerin Anette Norberg getragen.

## Medaillengewinner

### Goldmedaillen
- Langlauf, Teamsprint (Herren): Thobias Fredriksson, Björn Lind
- Langlauf, Teamsprint (Damen): Anna Dahlberg, Lina Andersson
- Langlauf, Sprint (Herren): Björn Lind
- Ski Alpin, Slalom (Damen): Anja Pärson
- Curling, Damen: Anette Norberg, Eva Lund, Cathrine Lindahl, Anna Svärd, Ulrika Bergman
- Biathlon, Massenstart, Damen: Anna Carin Olofsson
- Eishockey, Herren

### Silbermedaillen
- Biathlon, Sprint (Damen): Anna Carin Olofsson
- Eishockey, Damen

### Bronzemedaillen
- Ski Alpin, Abfahrt (Damen): Anja Pärson
- Ski Alpin, Kombination (Damen): Anja Pärson
- Langlauf, Staffel (Herren): Mats Larsson, Johan Olsson, Anders Södergren, Mathias Fredriksson
- Langlauf, Sprint (Herren): Thobias Fredriksson
- Ski Alpin, Riesenslalom (Damen): Anna Ottosson

## Teilnehmer nach Sportarten

### Biathlon
Frauen
- Anna Carin Olofsson
Sprint (7,5 km): Silbermedaille
Massenstart (12,5 km): Goldmedaille

Herren
- Carl-Johan Bergman
- Björn Ferry
- David Ekholm
- Mattias Nilsson
- Jakob Börjesson

### Curling
| Männer - Peter Lindholm - Tomas Nordin - Magnus Swartling - Peter Narup - Anders Kraupp | Frauen - Anette Norberg - Eva Lund - Cathrine Lindahl - Anna Svärd - Ulrika Bergman |

### Eishockey
Männer
| Torhüter: - Stefan Liv (HV71) - Mikael Tellqvist (Toronto Maple Leafs) - Henrik Lundqvist (New York Rangers) Verteidiger: - Christian Bäckman (St. Louis Blues) - Kim Johnsson (Philadelphia Flyers) - Kenny Jönsson (Rögle BK) - Niklas Kronwall (Detroit Red Wings) - Nicklas Lidström (Detroit Red Wings) - Mattias Norström (Los Angeles Kings) - Mattias Öhlund (Vancouver Canucks) | Stürmer: - Daniel Alfredsson (Ottawa Senators) - Per-Johan Axelsson (Boston Bruins) - Mika Hannula (HV71) - Markus Näslund (Vancouver Canucks) - Peter Forsberg (Philadelphia Flyers) - Tomas Holmström (Detroit Red Wings) - Jörgen Jönsson (Färjestad BK) - Fredrik Modin (Tampa Bay Lightning) - Samuel Påhlsson (Mighty Ducks of Anaheim) - Mikael Samuelsson (Detroit Red Wings) - Daniel Sedin (Vancouver Canucks) - Henrik Sedin (Vancouver Canucks) - Mats Sundin (Toronto Maple Leafs) - Henrik Zetterberg (Detroit Red Wings) |

Frauen
| Torhüterinnen: - Cecilia Andersson (Concordia University Stingers) - Kim Martin (AIK Solna) Verteidigerinnen: - Gunilla Andersson (Mälarhöjden/Bredäng Hockey) - Jenni Asserholt (Örebro HK) - Joa Elfsberg (Brynäs IF) - Emma Eliasson (Modo) - Ylva Lindberg (Mälarhöjden/Bredäng Hockey) - Frida Nevalainen (Modo) | Stürmerinnen: - Ann-Louise Edstrand (Mälarhöjden/Bredäng Hockey) - Erika Holst (Mälarhöjden/Bredäng Hockey) - Nanna Jansson (Brynäs IF) - Jenny Lindqvist (Mälarhöjden/Bredäng Hockey) - Kristina Lundberg (Modo) - Emelie O’Konor (AIK Solna) - Maria Rooth (Mälarhöjden/Bredäng Hockey) - Danijela Rundqvist (AIK Solna) - Therése Sjölander (Modo) - Katarina Timglas (AIK Solna) - Anna Vikman (Modo) - Pernilla Winberg (AIK Solna) |

### Eiskunstlauf
- Kristoffer Berntsson

### Eisschnelllauf
- Johan Röjler
5000 m, Herren: 12. Platz – 6:29,24 min; +14,56 s
- Eric Zachrisson

### Freestyle
- Jesper Björnlund
- Fredrik Fortkord
- Sara Kjellin
Buckelpiste, Damen: 4. Platz; 24,74 Punkte im Finale
- Per Spett

### Ski alpin
- Nike Bent
Abfahrt, Damen: 22. Platz – 1:59,17 min
- Therese Borssén
- Johan Brolenius
Alpine Kombination, Männer: 18. Platz – 3:13,27 min
- Patrik Järbyn
Abfahrt, Männer: 33. Platz – 1:52,87 mi
- Martin Hansson
- Janette Hargin
Abfahrt, Damen: 17. Platz – 1:58,53 min
- Markus Larsson
Alpine Kombination, Männer: 11. Platz – 3:12,34 min
- Jessica Lindell-Vikarby
Abfahrt, Damen: 18. Platz – 1:58,56 min
- André Myhrer
- Fredrik Nyberg
- Anna Ottosson
- Maria Pietilä-Holmner
- Anja Pärson
Abfahrt, Damen: Bronzemedaille – 1:57,13 min

### Ski Nordisch
| Langlauf Männer - Mathias Fredriksson - Thobias Fredriksson - Peter Larsson - Jörgen Brink - Björn Lind - Mats Larsson - Johan Olsson - Anders Södergren - Fredrik Östberg - Mikael Östberg | Langlauf Frauen - Lina Andersson - Anna Dahlberg - Elin Ek - Britta Johansson Norgren - Anna-Karin Strömstedt - Emelie Öhrstig |

### Snowboard
| Männer - Daniel Biveson (Alpin) - Mattias Blomberg (BoarderCross) - Jonte Grundelius (BoarderCross) - Filip Fischer (Alpin) - Jonatan Johansson (BoarderCross) - Stefan Karlsson (Halfpipe) - Micael Lundmark (Halfpipe) - Richard Rikardsson (Alpin) - Mikael Sandy (Halfpipe) | Frauen - Maria Danielsson (Boardercross) - Sara Fischer (Alpin) - Aprilia Hägglöf (Alpin) - Anna Olofsson (Halfpipe) |